# Coly (affluent de la Côle)
Pour les articles homonymes, voir Coly.
Le Coly (ou le ruisseau de Lavaud) est un ruisseau français du département de la Dordogne, affluent de la Côle et sous-affluent de la Dronne.

## Géographie

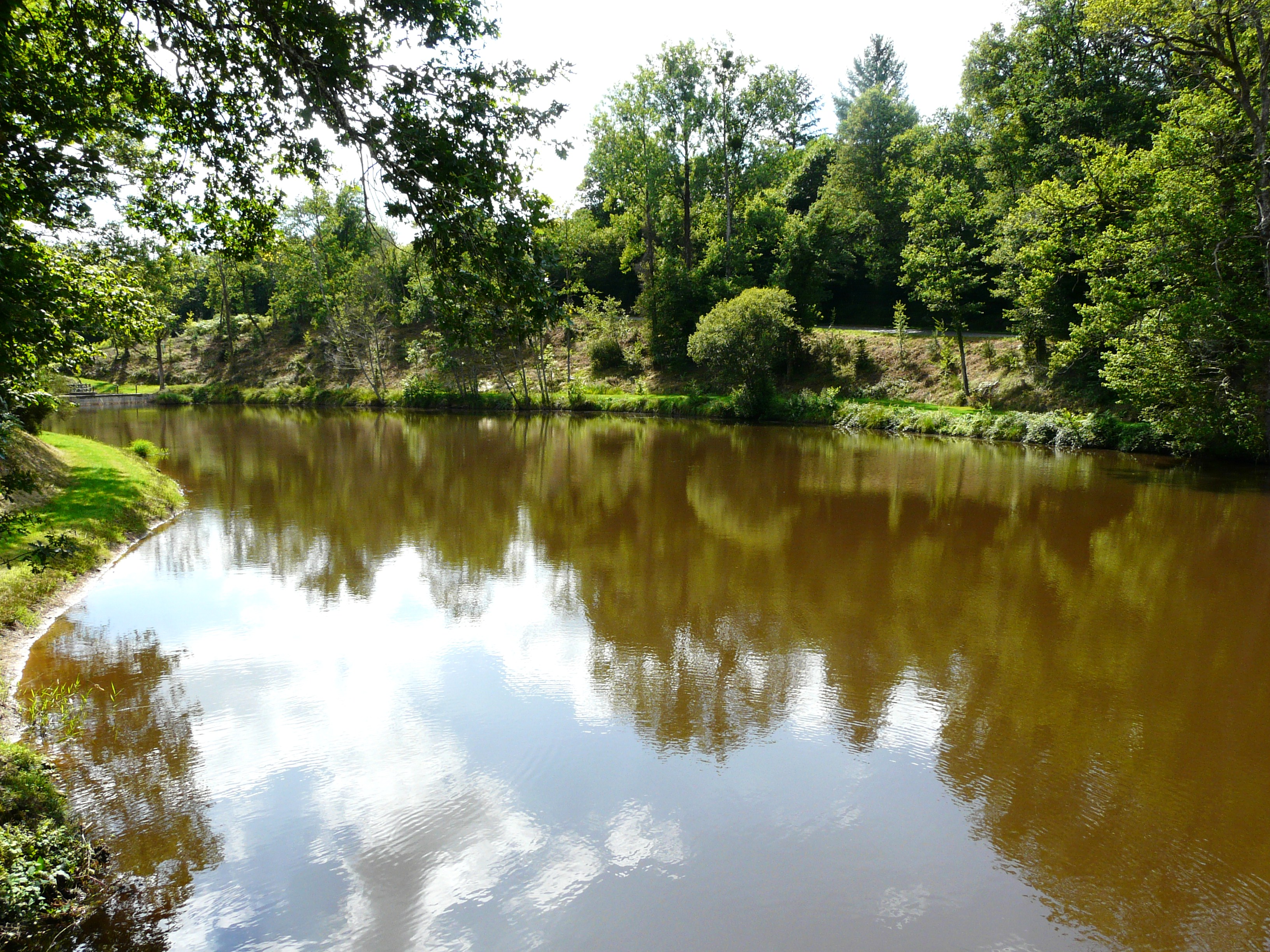
L'étang de Puyraud (aval) sur le Coly à Mialet

Il prend sa source vers 375 mètres d'altitude sur la commune de Firbeix, deux kilomètres au sud-ouest du bourg, au nord-est du lieu-dit Goursollas.
Il rejoint la Côle en rive droite sur la commune de Mialet à plus de 260 mètres d'altitude, un kilomètre et demi au sud-sud-ouest du bourg, à l'est du lieu-dit les Parcs.
Long de 12,2 km, il n'a pas d'affluent répertorié.

### Écologie
La majeure partie du cours du Coly sur la commune de Mialet, en amont de l'étang de Puyraud jusqu'à sa confluence avec la Côle, fait partie d'une zone naturelle d'intérêt écologique, faunistique et floristique (ZNIEFF) de type 1, où l'on peut rencontrer une rare linaigrette, l'Eriophorum gracile.

### Communes et canton traversés
À l'intérieur du département de la Dordogne, le Coly n'arrose que deux communes, Firbeix et Mialet, toutes deux situées dans le canton de Saint-Pardoux-la-Rivière.